# Canabrava (Salvador)
Nossa Senhora da Vitória, mais conhecido como Canabrava é um bairro periférico de Salvador. Sendo cortado pela Avenida Mário Sérgio Pontes Paiva, que liga a avenida Luís Viana Filho,  ao estádio Barradão, o bairro está localizado na área central da cidade (conhecido como "Miolo"), distante da orla marítima e da costa da baía, encontra-se delimitada de um lado pela estrada BR-324 e de outro pela avenida Luís Viana Filho, também denominada avenida Paralela, distante,aproximadamente, 20 km do centro urbano da cidade.

## História
O processo de ocupação do bairro se deu a partir do início da década de 70, quando o governo do estado da Bahia e a prefeitura de Salvador promoveram assentamentos na área com famílias atingidas por desapropriações e aquelas desabrigadas devido às chuvas. Em consequência disso,o bairro tomou um rumo em que centenas de pessoas de baixa renda desenvolveu atividades de catação e venda de materiais recicláveis. Somado a isso, as ruas não obedecem a qualquer traçado geométrico delineado, frequentemente, nos planos urbanísticos o que ocasiona uma série de riscos e transtornos aos moradores pela dificuldade de implantação e manutenção dos serviços urbanos básicos. Nesse quadro se instalou o depósito de lixo em Canabrava, que passado os anos foi depositado neste local lixo hospitalar e comercial. Inicialmente, foi lançado de forma indiscriminada em uma enorme depressão do terreno, o qual deu lugar a um lixão sem controle. Canabrava cresceu nos arredores do aterro de lixo que limitou e fixou suas fronteiras com as vias de circulação. Hoje funciona uma área com programa de educação ambiental pioneiro no país para a população que antes vivia catando o lixo depositado no local.
Nessa mesma época surgiu a ideia de construir o centro de treinamento do Esporte Clube Vitória, que só foi concluída na década de 1980 com a inauguração do estádio Manoel Barradas. Com a ida do Vitória pra lá, trouxe um certo desenvolvimento para a região, embora ainda existam dificuldades.

## Demografia
Foi listado como um dos bairros menos perigosos de Salvador, segundo dados do Instituto Brasileiro de Geografia e Estatística (IBGE) e da Secretaria de Segurança Pública (SSP) divulgados no mapa da violência de bairro em bairro pelo jornal Correio em 2012. Ficou entre os menos violentos em consequência da baixa taxa de homicídios para cada cem mil habitantes por ano (com referência da ONU) ter alcançado o nível mais negativo, com o indicativo de "mais que 90", sendo um dos melhores bairros na lista.